# Tomás Smith y Ruiz de Azúa
Tomás Segundo Smith y Ruiz de Azúa; (Concepción, 12 de noviembre de 1831 - Curicó, 20 de enero de 1900). Militar, comerciante y político liberal chileno. Hijo de Tomás Smith Pearson, oriundo de Inglaterra, y de Isidora Ruiz de Azúa Villalobos. Contrajo matrimonio con Mercedes Matilde del Solar Rioseco (1858).

## Actividades profesionales
Fue educado en el Colegio Inglés de Mr. Francisco Locke, de la ciudad de Concepción y en el Liceo de Hombres de la misma ciudad, donde egresó en 1846.
Tras la muerte de su padre, se dedicó al comercio y exportó grandes cantidades de trigo hacia Inglaterra y otros países europeos. Para dichos fines armó una importante flota de buques mercantes desde Talcahuano y Valparaíso.
Interrumpió sus faenas mercantiles en 1851, y se plegó a la Revolución Liberal  encabezada por el general José María de la Cruz, como ayudante del Batallón de Guías, donde fue vencido y expatriado de Chile por el gobierno de Manuel Bulnes. Retornó a Concepción y continuó con sus negocios comerciales. 
Fue comandante del Batallón Cívico de Concepción (1865) y contribuyó a la defensa nacional en la Guerra contra España.

## Actividades políticas
Se acogió a los ideales liberales durante su participación en la Revolución de 1851, afiliándose al Partido Liberal, enfrentando al gobierno conservador de Manuel Montt desde la prensa, escribiendo artículos en la "Revista del Sur" y en "La Farándula", ambos periódicos de la guerrilla.
Elegido Diputado por Laja, Nacimiento y Mulchén (1879-1882), formando parte de la comisión permanente de Guerra y Marina. Volvió a ser elegido Diputado (1891-1894), formando parte esta vez de la comisión permanente de Economía y Comercio.
Cooperó en la fundación del Banco de Concepción, del cual fue director, al igual con el Club Musical y Club Social de la misma ciudad.

## Últimos años
Después de sus actividades comerciales y políticas, decidió retirarse a su residencia de campo, en Curicó, en el villorrio denominado Convento Viejo, donde falleció en enero del año 1900.